# О’Шонесси, Райан
Райан О’Шонесси (англ. Ryan O'Shaughnessy; род. 27 сентября 1992, Скеррис, Ирландия) — ирландский певец. Представитель Ирландии на Евровидении 2018 в Лиссабоне, Португалия.

## Биография
Райан О’Шонесси родился 27 сентября 1992 года в городе Скеррис в Ирландии. Райан самый младший из трёх детей. У него есть старший брат по имени Грэм и сестра по имени Эйприл. Райан учился в Дублинском технологическом институте, затем проходил музыкальный курс в Брайтонском институте современной музыки в Дублине, Ирландия. Он описывает себя как «универсальный певец». Райан присоединился к школе Stage Billie Barry, когда ему было 4 года, и считает, что именно там он и научился своему ремеслу. Играет на гитаре, фортепиано и саксофоне, а также создаёт и пишет для разных художников. О’Шонесси участвовал в 6 сезоне Britain’s Got Talent, где занял 5 место. Также он участвовал в первом сезоне ирландской версии шоу Голос. 31 января 2018 года было объявлено, что О’Шонесси представит Ирландию на Евровидении 2018 с песней «Together». О’Шонесси выступил в финале конкурса 12 мая и занял 16 место.